# Большое Осаново
Большое Осаново — деревня в Кирилловском районе Вологодской области.
Входит в состав Николоторжского сельского поселения, с точки зрения административно-территориального деления — в Волокославинский сельсовет.
Расстояние до районного центра Кириллова по автодороге — 31,1 км, до центра муниципального образования Никольского Торжка по прямой — 6 км. Ближайшие населённые пункты — Жилино, Брагино, Сопигино, Дорогуша.
По переписи 2002 года население — 13 человек.